# Burg Dybów

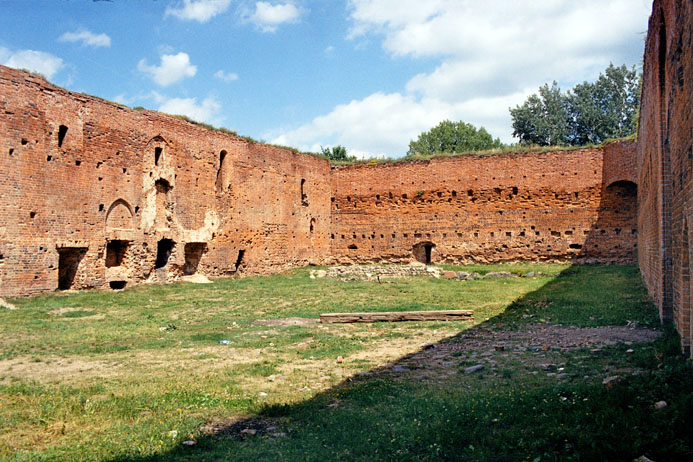
Innenhof der Burg

Die Burg Dybów (poln.: Zamek Dybów, deutsch: Burg Dybow bzw. Ruine Dybow, erst im Zweiten Weltkrieg umbenannt zu Ruine Dibau) liegt in der polnischen Stadt Toruń (Thorn) am linken Weichselufer, schräg gegenüber der Altstadt.

## Grenzburg

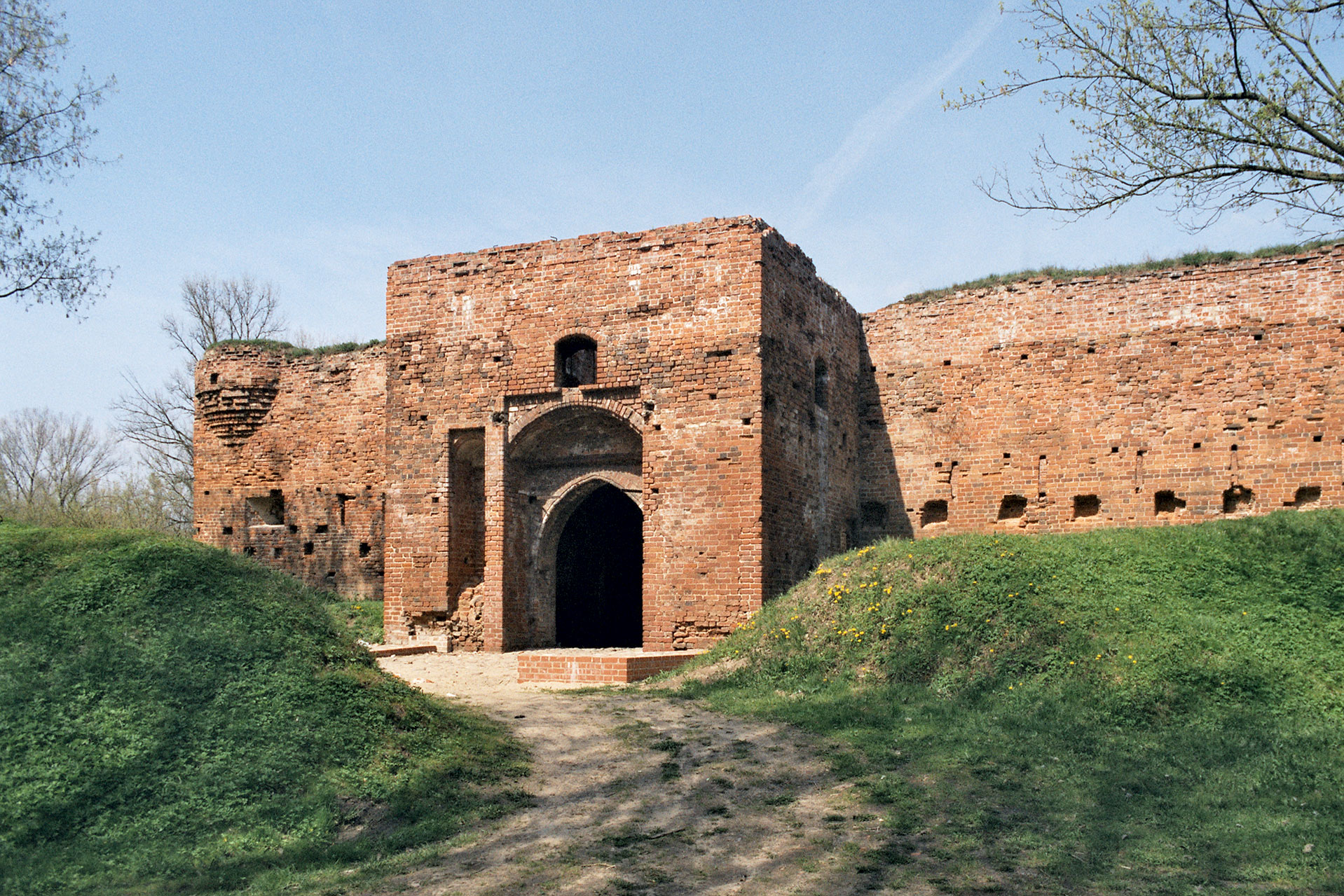
Eingangstor

Gegründet wurde sie 1423 von dem litauischen Großfürsten und polnischen König Władysław II. Jagiełło auf dem Boden des Herzogtums Kujawien als Grenzposten gegen das Kulmerland, den südlichsten Teil des Deutschordensstaates.
Keine zehn Jahre später gelangte jedoch der Deutschen Orden selber in den Besitz der Burg, von 1431 bis 1435. Nach der Rückeroberung wurde sie von polnischer Seite weiter ausgebaut und hatte nun vier Etagen.
Indem die preußischen Städte sich ab 1456 im Bündnis mit Polen gegen den Ordensstaat stellten und der 1466 im Zweiten Thorner Frieden das Kulmerland, Pomerellen und zentrale Teile Preußens an die polnische Krone abtreten musste, verlor die Burg Dybów ihre Grenzlage und damit an Bedeutung. Noch während des Dreizehnjährigen Krieges wurde die bei der Burg entstandene Marktsiedlung Nieszawa 1460 auf Druck der Thorner Bürger abgerissen und in 30 km Entfernung als Nowa Nieszawa angesiedelt.
1512 gelangte die Burg als Pfand in den Besitz der Stadt Thorn.

## Invasoren und Belagerer
In der „Schwedischen Sintflut“ wurde die Burg 1656 von schwedischen Truppen niedergebrannt. Gleichwohl wurde sie 1703 wiederum von schwedischen Truppen als Wachposten benutzt, als diese die Stadt belagerten. Im 18. Jahrhundert gelangte die Burg in den Besitz der Familie Dębski.
Während des französischen Rückzugs 1813 hielt eine französische Besatzung von 40 Soldaten einer dreimonatigen Belagerung durch die russische Armee stand, bis sie zusammen mit den Franzosen und Sachsen in der Stadt kapitulierte.

## Gegenwart und Umfeld
1848 wurde die Burg erneut geschleift und ist seither eine Ruine. Als solche wurde sie jedoch in den Jahren 1998–2000 restauriert.
Seit dem späten 18. Jahrhundert entstand nahe der Burg die Bromberger Vorstadt, heute Bydgoskie Przedmieście, bei der 1862 mit der Strecke Bromberg (Bydgoszcz)–Warschau der erste Bahnhof der Stadt errichtet wurde, aus dem sich der heutige Hauptbahnhof Toruń Główny entwickelt hat.